# 真相急先鋒
是一部2015年上映的美國政治驚悚片傳記電影，由詹姆斯·范德比爾特自編自導，此片亦是其导演处女作。這部電影是基于美国记者與电视新闻制作人瑪莉·梅普斯的回忆录《真相与责任：报刊、总统和权力的特权》。这部电影的重点是Killian文件的争议，和新闻主播丹·拉瑟和製作人瑪莉·梅普斯在CBS News的最後的日子。
凱特·布蘭琪飾演Mapes，勞勃·瑞福飾演Rather。此片在2015年多伦多国际电影节全球首映，2015年10月16日在美国有限上映，2015年10月30日由索尼经典电影廣泛上映。

## 演員表
- 凱特·布蘭琪：瑪莉·梅普斯（英语：Mary Mapes）
- 勞勃·瑞福：丹·拉瑟
- 托弗·格雷斯：Mike Smith
- 丹尼斯·奎德：Colonel Roger Charles
- 伊莉莎白·莫斯：Lucy Scott
- 布魯斯·格林伍德：Andrew Heyward

## 外部連結
- 官方网站
- 互联网电影数据库（IMDb）上《真相急先鋒》的资料（英文）